# Pierre Lagaillarde
Pierre Lagaillarde (Courbevoie, 15 de mayo de 1931 − 17 de agosto de 2014) fue uno de los fundadores de la Organisation armée secrète (OAS), un grupo terrorista francés opuesto a la independencia de Argelia. 
Lagaillarde era abogado en Blida, oficial de reserva de los paracaidistas y diputado electo por Argel. Asumió la presidencia de la Association générale des étudiants d'Alger (Asociación General de Estudiantes de Argel) en 1957, y también participó en la insurrección de Argel de mayo de 1958, que llevó a Charles de Gaulle de vuelta al poder. Lagaillarde fue miembro del Comité de salut public, que se opuso a la independencia de Argelia, y formó parte del Gouvernement général de l'Algérie (administración colonial local). En noviembre de 1958 participó en las elecciones legislativas y fue electo diputado de la Asamblea Nacional. Luego se convirtió en líder de la insurrección durante la semana de las barricadas en enero de 1960.
Lagaillarde fue detenido en la Prisión de La Santé de París, y aprovechó su libertad condicional para escapar a España (junto con Jean-Jacques Susini, Jean-Maurice Demarquet, Marcel Ronda y Fernand Féral Lefevre), donde se unió a Raoul Salan y fundó la  Organización del Ejército Secreto (OAS) el 3 de diciembre de 1960. Privado de su inmunidad como diputado, fue sentenciado en rebeldía a diez años de prisión en marzo de 1961.
En octubre de 1961, fue arrestado en Madrid, junto con el neofascista italiano Guido Giannettini. El dictador español, Francisco Franco, más tarde exilió a Lagaillarde a las Islas Canarias.
Lagaillarde fue indultado por Francia a través de la ley de amnistía de 1968.
Fue autor del libro "Se ha hecho trampa con el honor" sobre su participación en las jornadas de lucha por la Argelia francesa, antes de la aparición de la OAS.